# Cleome gynandra
Cleome gynandra (Sánscrito:Ajagandha, अजगन्धा; Marathi:Tilavan, तिलवन; Kenyan (Kisii):Chinsaga) es una especie del género cleome.

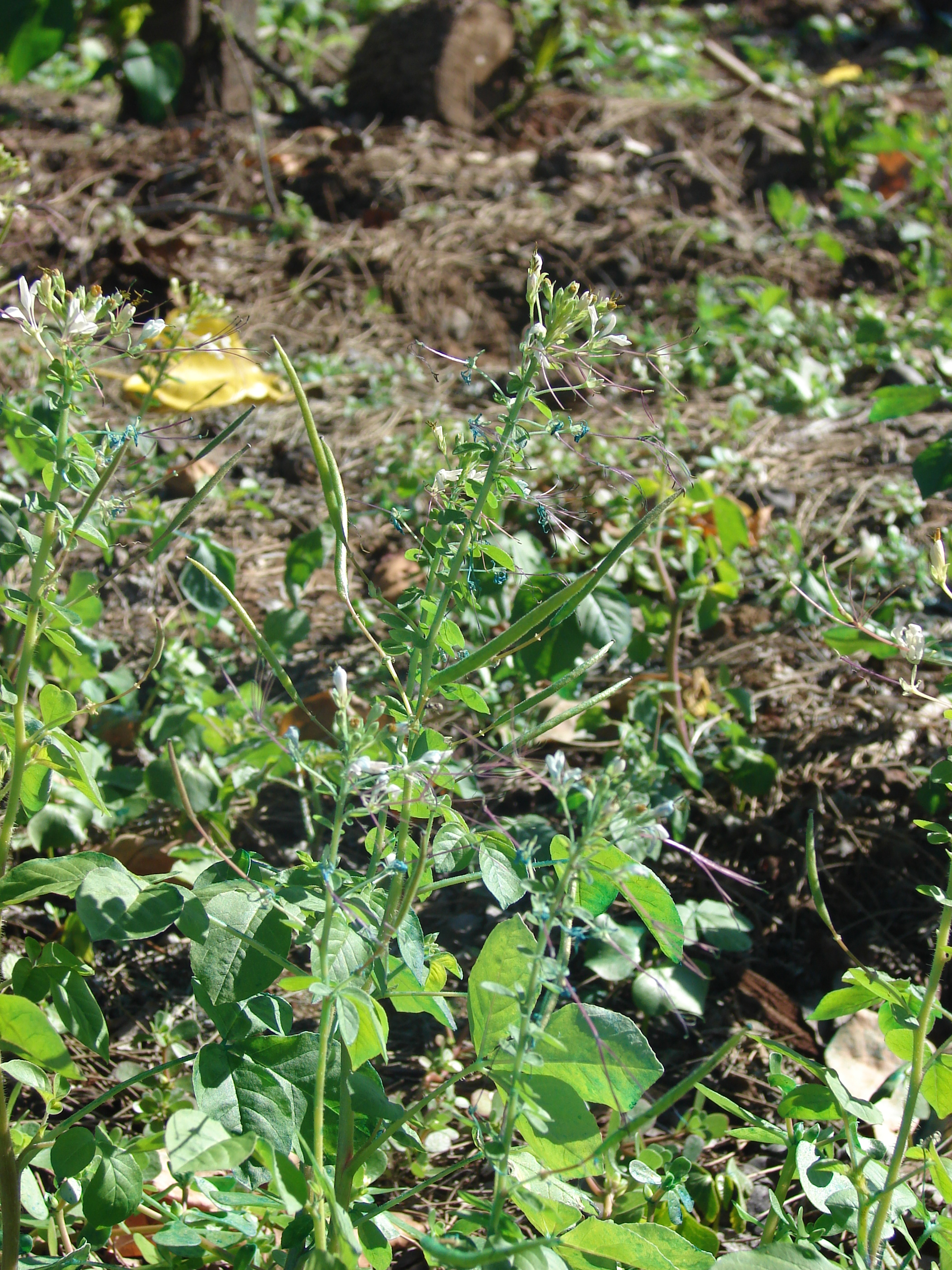
Vista de la planta

## Descripción
Es una planta anual silvestre nativa de África, pero que se ha generalizado en muchos  partes del mundo con clima tropical y subtropical. Es una planta herbácea anual, erectas, de 0.3–1 m de alto, pubescente-glandulares, inermes. Hojas con 5–7 folíolos, folíolos oblanceolados a elípticos o rómbicos, 1–7 cm de largo y 0.5–4 cm de ancho, margen entero y ciliado-glandular o serrulado-denticulado; pecíolo 3–12 cm de largo. Inflorescencias abiertas a densas, con pocas a muchas flores, brácteas 3-folioladas, pedicelos 12–18 mm de largo; sépalos 3–6 mm de largo; pétalos 12–20 mm de largo, blancos; estambres 6, filamentos 8–22 mm de largo, androginóforo 6–22 mm de largo. Frutos linear-cilíndricos, 4–10 cm de largo y 3–5 mm de grueso, puberulentos a glabrescentes, ascendentes en un ginóforo delgado 12–50 mm de largo, las cicatrices de los estambres entre el receptáculo y la base de la cápsula, pedicelo 13–23 mm de largo; semillas numerosas, 1.2–1.8 mm de largo, transversalmente ruguladas y/o agudamente tuberculadas, café obscuras o negras.

## Propiedades
Los análisis ha encontrado que es alta en ciertos nutrientes como aminoácidos, vitaminas y minerales, como resultado forma una parte importante de la dieta en el sur de África. Un estudio ha demostrado que Cleome gynandra utiliza el enzima NAD-málico para la fotosinteis  y tiene los rasgos característicos asociados con esta, incluyendo cambios en la hoja de bioquímica, biología celular y desarrollo. Cleome gynandra está estrechamente relacionada con Arabidopsis thaliana  en una manera evolutiva, por lo que ofrece una comparación respecto a esta bien estudiada planta modelo.  En la India, muchas tribus cocinan las hojas de esta hierba como cualquier otra hoja de curry.
Cleome gynandra es considerada una maleza invasora en muchos lugares en los EE. UU. y en otros lugares del Pacífico.
Se utiliza como antiespasmódico, sudorífico, estimulante y carminativo.

## Taxonomía
Cleome gynandra fue descrita por Carlos Linneo y publicado en Species Plantarum 2: 671. 1753.
Etimología
Cleome: nombre genérico que es un antiguo vocablo para designar unas plantas parecidas a la mostaza, refiriéndose probablemente a sus 4 pétalos.
gynandra: epíteto
Sinonimia
| - Cleome acuta Schumach. & Thonn. - Cleome affinis (Blume) Spreng. - Cleome alliacea Blanco - Cleome alliodora Blanco - Cleome blumeana D.Dietr. - Cleome blumeana Schult. f. - Cleome bungei Steud. - Cleome candelabrum Sims - Cleome denticulata Schult. & Schult.f. - Cleome eckloniana Schrad. - Cleome flexuosa F.Dietr. ex Schult. & Schult.f. - Cleome heterotricha Burch. - Cleome lupinifolia Bartram - Cleome muricata (Schrad.) Schult. & Schult.f. - Cleome oleracea Welw. - Cleome pentaphylla L. - Cleome pentaphylla var. glabra Kuntze - Cleome pentaphylla var. hirsuta Kuntze - Cleome pubescens Sieber ex Steud. - Cleome rosea Eckl. ex Steud. - Cleome triphylla L. Synonym | - Gymnogonia pentaphylla (L.) R. Br. ex Steud. - Gynandropsis affinis Blume - Gynandropsis candelabrum (Sims) Sweet - Gynandropsis denticulata DC. - Gynandropsis glandulosa C.Presl - Gynandropsis gynandra (L.) Briq. - Gynandropsis heterotricha DC. - Gynandropsis muricata Schrad. - Gynandropsis ophidocarpa DC. - Gynandropsis ophitocarpa DC. - Gynandropsis palmipes DC. - Gynandropsis pentaphylla (L.) DC. - Gynandropsis sinica Miq. - Gynandropsis triphylla DC. - Gynandropsis viscida Bunge - Pedicellaria gynandra (L.) Chiov. - Pedicellaria pentaphylla (L.) Schrank - Pedicellaria pentaphylla var. hirsutissima De Wild. - Pedicellaria triphylla (L.) Pax - Podogyne pentaphylla (L.) Hoffmanns. - Sinapistrum pentaphyllum (L.) Medik. |